# Бількас
Бількас — місто в Єгипті, губернаторство Дакахлія — у дельті Нілу. Залізнична станція.

## Населення
Населення міста в 2006 році становило — 94 700 осіб, а в 2007 — 95 001 особу.

## Економіка
Частина населення міста працює в сфері курортного відпочинку (курорт Гамас) на узбережжі Середземного моря. Ще одна частина населення зайнята на розробках природного газу в районі Абу-Маді. Бількас залишається переважно сільськогосподарським районом, хоча в ньому і є деякі види промислової діяльності, такі як виробництво цукру, рису, масел, мила і пластикової продукції. Є також підприємства з ремонту та техобслуговування автомобілів за заводськими стандартами (особливо для Peugeot і Mercedes-Benz).

## Пам'ятки міста
В Бількасі розташовані древні палаци, вілли і інші споруди які колись належали князям і купцям. Одна з цих пам'яток — коптський православний монастир Святого Дем'яна.